# Unione Sportiva Grosseto 1961-1962
Questa pagina raccoglie le informazioni riguardanti l'Unione Sportiva Grosseto nelle competizioni ufficiali della stagione 1961-1962.

## Rosa
| N. |                   | Ruolo | Calciatore          |
| -- | ----------------- | ----- | ------------------- |
|    | Italia (bandiera) | A     | Renzo Aldi          |
|    | Italia (bandiera) | D     | Pierluigi Armellini |
|    | Italia (bandiera) |       | Barozzi             |
|    | Italia (bandiera) | C     | Giorgio Bozzato     |
|    | Italia (bandiera) | A     | Enrico Bramati      |
|    | Italia (bandiera) | C     | Battista Buizza     |
|    | Italia (bandiera) | C     | Angelo Ceserani     |
|    | Italia (bandiera) | D     | Luigi Garagna       |
|    | Italia (bandiera) | D     | Carlo Giussani      |
|    | Italia (bandiera) | D     | Graziano Lazzerini  |
|    | Italia (bandiera) |       | Magrini             |

| N. |                   | Ruolo | Calciatore           |
| -- | ----------------- | ----- | -------------------- |
|    | Italia (bandiera) | C     | Giandomenico Morandi |
|    | Italia (bandiera) | D     | Aldo Nardi           |
|    | Italia (bandiera) | P     | Antonio Odasso       |
|    | Italia (bandiera) | C     | Eugenio Omini        |
|    | Italia (bandiera) | A     | Lamberto Pazzi       |
|    | Italia (bandiera) |       | Rubini               |
|    | Italia (bandiera) | C     | Giuliano Seregni     |
|    | Italia (bandiera) | P     | Ideo Stefani         |
|    | Italia (bandiera) | D     | Battista Tresoldi    |
|    | Italia (bandiera) | A     | Carlo Zecchini       |
|    | Italia (bandiera) | C     | Angelo Zini          |